# Crossband
CROSSBAND je česká pop-rocková kapela původně z Nymburka, jež vznikla v roce 2004. „Muzika nás baví a tak jí lidem z podia servírujeme s veškerou parádou a nasazením.“ Za dobu svého působení vydala skupina 5 alb – První nástřel, Auditorium, Cajk, Acoustic, Normální deska a CD LUCERNA 20. V roce 2024 oslavila kapela své 20. narozeniny ve velkém sále pražské Lucerny.

## Historie

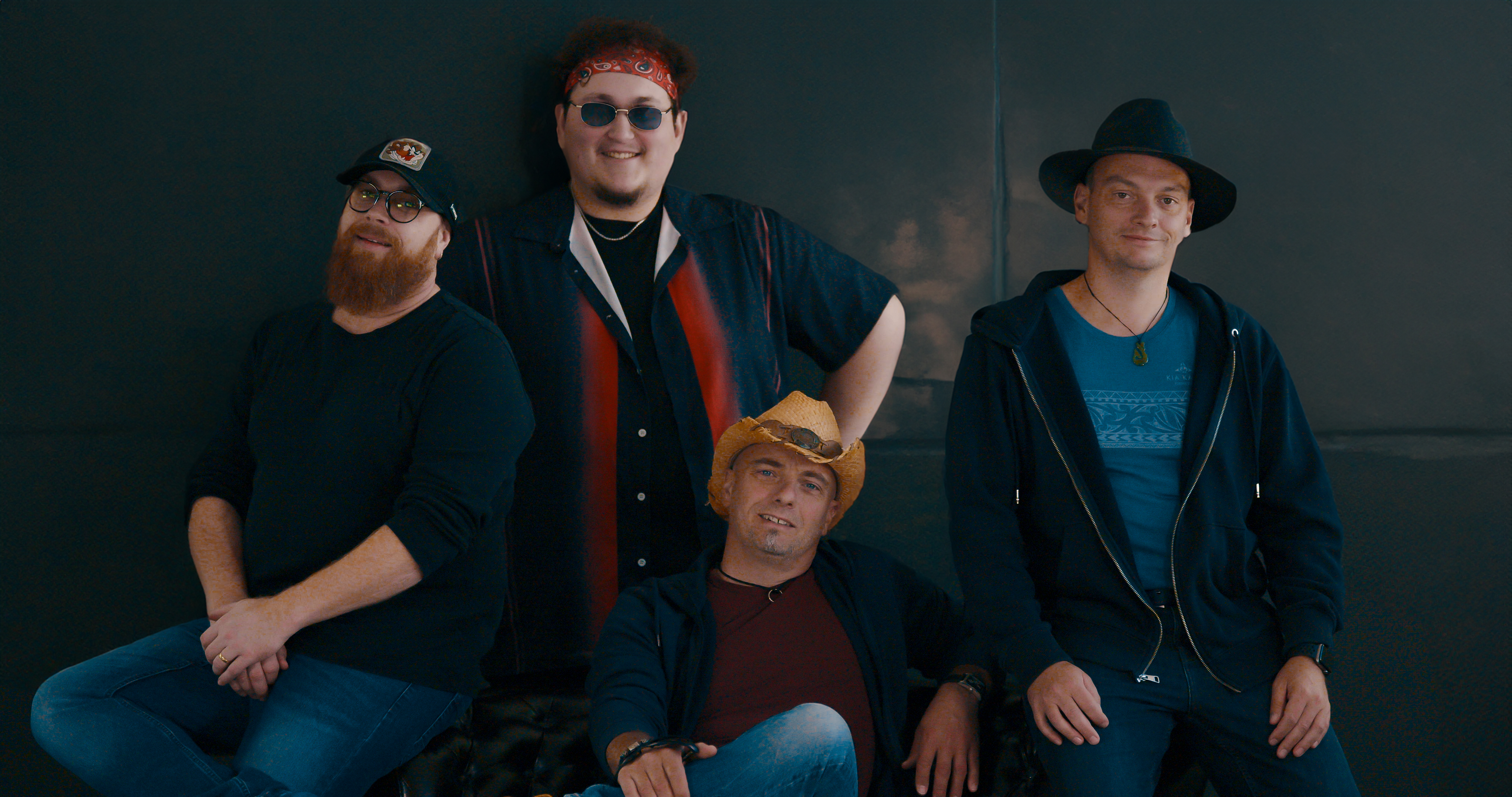
Kapela CROSSBAND v aktuálním složení: Jaroslav Kříž, Stanislav Kříž, Jan Rýznar a Jan Černý

Hudební skupinu Crossband založili v roce 2004 bratři Jaroslav a Stanislav Křížovi s Michalem Walterem a Vítkem Blažkem. Postupně do kapely dorostl i Vítkův mladší bratr Martin Blažek. V hudbě této kapely se mísily různé hudební styly – rock, pop-rock, blues a folk, příčinou toho je hudební minulost obou bratrů. Kromě společného angažmá v kapelách Te-sla, Pant a Chains se Jaroslav objevil na scéně nymburského Hálkova městského divadla a před televizními kamerami se mihl v seriálech Ordinace v růžové zahradě, Redakce, Ošklivka Katka nebo Doktoři z Počátků. Zatímco jeho bratr Stanislav hrál ve skupině Mimesis a doprovodné kapele Alice Konečné.
V roce 2005 vyšlo první CD kapely s názvem První nástřel. Jednalo se de facto o singl či EP, neboť bylo nahráno pouze pět skladeb. Křest Prvního nástřelu proběhl v pražském Rock Café. Na přelomu let 2006 a 2007 vyšlo první skutečně studiové album s názvem Auditorium, které zaštítilo vydavatelství Popron. O rok později, roku 2008 následovalo druhé studiové album Cajk.
Skupina Crossband odehrála několik set koncertů v České republice, na Slovensku, v Polsku a Německu, zahrála mimo jiné na velkých českých festivalech Votvírák, Benátská noc, Sázava fest či Noc plná hvězd. Vystoupili také společně s několika kapelami, coby jejich předskokani – Mig 21, Tomáš Klus, XindlX, United Flavour, Blue Effect, Mňaga a Ždorp a další.
V letech 2012 – 2014 kapela hrála akusticky, což stvrdila vydáním třetí studiové desky s názvem Acoustic v roce 2012, které se křtilo v pražském Bontonlandu. Nejznámější písní se ovšem stal hit „Rozhodčí“, jež vyšel v květnu 2014 a pronikl do éteru českých rádií Frekvence 1, Radia Bonton, Rádia Signál, RCL nebo i slovenského rádia Rebeca. Dalšími známějšími písněmi jsou „Sněží z polštářů“, „Krejčovská panna“ či „Pohoda u řeky“. V roce 2016 vyšlo studiové album kapely s názvem Normální deska, která lehce opouští akustické období kapely a zní již více popově. Album pokřtil XindlX v pražském klubu Limonádový Joe. Jaroslav Špulák označil Normální desku jako jedenáctipísničkový příjemný poslech. Dle jeho slov na albu kapela prokazuje svůj opravdový melodický potenciál.

## Soutěže
V roce 2013 byla skupina Crossband v soutěži Český Slavík na  437. příčce. V roce 2014 to bylo již 122. místo a roku 2015 se nacházela na 111. pozici. Kapela také získala první místo ve známé vyhledávací soutěži Rock Nymburk. O tom, že se kapela umí více žánrů, svědčí 2. místo v celostátní soutěži PORTA a 3. místo i v mezinárodním finále této soutěže, které kapela získala ve svém akustickém období.

## Členové

### Současná sestava
- Jaroslav Kříž – zpěv, kytara
- Stanislav Kříž – baskytara, zpěv
- Jan Rýznar – saxofon, zpěv
- Jan Černý – bicí

## Historie
- Petr Šťastný - kytara
- Mikuláš Čimbura – klávesy, zpěv
- Jiří Veselý – bicí
- Vítek Blažek – bicí
- Martin Blažek – piano, trumpeta
- Michal Walter – kytara, zpěv
- Ivan Vasiljev – el. kytara
- Václav Matěcha – bicí

## Diskografie
- První nástřel (2005)
- Auditorium (2006)
- Cajk (2008)
- Acoustic (2012)
- Normální deska (2016)
- LUECERNA 20 (2024)